# Kaahumanu
Kaahumanu, formalno Elizabeta Kaahumanu, * okoli leta 1772 (drugi viri omenjajo 17. marec 1768), otok Maui, Havaji, † 5. junij 1832, kraljica regentka Kraljestva Havaji. Z ukinitvijo starodavne havajske vere in prevzemom krščanstva je spremenila temelje havajskega kraljestva.
Kaahumanu se je rodila materi Namahani in očetu Keeaumokuju. Oče je bil svetovalec in prijatelj kralja Kamehamehe I. in je uredil, da se je Kaahumanu še v najrosnejših najstniških letih poročila s 30-letnim kraljem. Kamehameha je imel okoli 20 žena, vendar je Kahumanu postala njegova najljubša. Spodbujala ga je, da je z vojno združil Havaje v eno kraljestvo. Nekateri najzvestejši zavezniki kralja so bili v krvnem sorodstvu z mlado Kahumanu, ki pa kralju ni mogla roditi otrok. Kralj se je poročil z lepo in mlado Keopuolani, visoko voditeljico Mauija, ki mu je rodila prestolonaslednika princa Liholiha, Kahumanu pa je kralj imenoval za uradno otrokovo varuhinjo in ji tudi podelil pravico pomilostitve kriminalcev. Kralj je oženil še njeno mlajšo sestro, s čimer se ji je hudo zameril.
Mlado Kaahumanu so tabuji v tradicionalistični havajski družbi zelo motili; sploh po obisku kapitana Vancouverja leta 1793, ko je opazila, da se tujci tabujev ne držijo, saj jedo skupaj z ženskami, kar je bilo za otočane nedopustno. Opazila je tudi, da se njen Kaahumanu okorišča s havajsko vero, ko mu to pride prav. Kaahumanu je začela tabuje razbijati, kjer se je le dalo. Za razliko od navadnih otočank, za katere je bilo prešuštvo nekaj povsem dopustnega, so morale kraljeve žene skrbeti za čistost kraljevega rodu z zvestobo možu, Kaahumanu pa je kljub temu imela več ljubimcev, od katerih je prvega ljubosumni Kamehameha takoj ubil. Ženske niso smele jesti določene hrane in ne skupaj z moškimi, ona pa je to odpravila. Znano je, da je deskala, kadila pipo, spuščala zmaje in rada opijala domačinke.
Po kraljevi smrti 8. maja 1819 je Kaahumanu oznanila, da je bila kraljeva želja, da si lasti oblast nad havajskim kraljestvom skupaj s 22-letnim prestolonaslednikom Liholihom, ki je prevzel vladarsko ime Kamehameha II. Skupaj z njegovo materjo Keopuolani sta poskrbeli, da se tabuji, ki so po havajskem običaju ob smrti Kamehameha I. začasno nehali veljati, niso več uveljavljali. Kralj je jedel skupaj z ženskami v prisotnosti osuplih duhovnikov, uničeval sveta mesta, ter zmanjševal moč duhovščine. Ljudstvo je izgubilo vero v starodavne bogove in je voljno prisluhnilo evropskim misionarjem, ki so na otočje pripluli leta 1820.
Liholiho je skušal zavzeti Kauai, ki mu je njegov oče v vojnah za združitev kraljestva kot edinemu havajskemu otoku pustil neodvisnost, zaradi simpatij do njegovega uglajenega voditelja Kaumualiija. Kaahumanu je 9. oktobra 1821 Kaumualiija ugrabila in se z njim proti njegovi volji poročila.
Leta 1823 se je kot prva Havajčanka krstila Keopuolani. Aprila 1824, po smrti moža Kaumualiija, je tudi Kaahumanu javno naznanila, da je sprejela protestantsko krščansko vero in pozvala vse svoje, da se dajo krstiti. Istega leta so Havaji dobili prvo kodificirano zbirko zakonov po krščanskih vrednotah in etiki. Julija je Liholiho umrl za posledicami rdečk, ki jih je dobil med obiskom v Angliji prejšnje leto. Vladar je postal njegov mlajši brat Kauikeaouli, ki je prevzel ime Kamehameha III.
Misionarji so Kaahumanu prepričali, da je pregnala rimskokatoliško cerkev z otočja in julija 1827 pregnala prve katoliške misionarje, češ da begajo verno ljudstvo. Leta 1830 je z zakonom prepovedala katoliške nauke in zagrozila vsakomur, ki bi jih pridigal, z izgonom.
Leta 1826 se je Kaahumanu, in ne Kauikeaouli, dogovorila za prvi sporazum med Kraljestvom Havaji in ZDA, ki jim je takrat vladal predsednik John Quincy Adams. S sporazumom je poravnala dolgove med Havajčani in ameriškimi trgovci, ter slednjim dovolila vplutje v vse havajske luke zaradi poslovnih namenov. Američani so lahko tudi računali na varovanje pod havajskimi zakoni.
Leta 1827 je resno zbolela in 5. junija 1832 umrla. Misionarji so v njeno čast prevedli Novo zavezo v havajščino in ji pokazali natisnjen izvod tik pred njeno smrtjo. Pogrebne slovesnosti v cerkvi Kawaiahao je vodil misionar Hiram Bingham osebno. Pozneje so njene posmrtne ostanke prenesli v Havajski kraljevi mavzolej.